# Susann Toni Wagner
Susann Toni Wagner (* 1968 in Brandenburg an der Havel) ist eine deutsche Schauspielerin und Synchronsprecherin.

## Leben
Susann Toni Wagner ist in Brandenburg an der Havel aufgewachsen und dort zur Schule gegangen.
Ihren schauspielerischen Ambitionen folgend, war sie zunächst im Puppenspiel am Theater Rostock und in Dessau tätig. Danach studierte sie von 1989 bis 1993 an der Hochschule für Schauspielkunst Ernst Busch. Seit 1995 ist sie freiberuflich als Schauspielerin tätig, u. a. mit Engagements am Maxim Gorki Theater in Berlin, am Staatsschauspiel Dresden sowie in Theatern und Schauspielhäusern in Hamburg, Detmold, DasDa Aachen.
Ebenso ist sie in Serien- und Filmproduktionen zu sehen. Sie spielte unter anderem in Freunde wie wir und OP ruft Dr. Bruckner durchgehende Rollen. In der Serie Schloss Einstein war sie in insgesamt 31 Folgen der 6. bis 8. Staffel als Mutter von Franzi Bauer zu sehen. In dem Film M-A-C-H-T (2021) von Anne Berrini spielt sie die Hauptrolle der Präsidentin.
Neben dem Schauspiel hat sie eine Lizenz als Pilatestrainerin erworben und arbeitet als solche. Ihre privaten Interessen sind dem Segeln und dem Tango Argentino gewidmet.
Sie lebt in Berlin ist verheiratet und hat zwei Söhne.

## Kritiken
Insbesondere für ihre Rolle in dem Einpersonenstück Oskar und die Dame in Rosa, in welchem sie in einer Inszenierung von Maren Dupont zunächst am DasDa in Aachen und später in anderen Häusern spielte, erhielt sie hervorragende Kritiken wie: „Schauspielerin Susann Toni Wagner ist Oskar, sie ist die Mutter und sie ist der Vater, die Freundinnen und die Freunde und sie ist die Dame in Rosa. Kurz gesagt: Susann Toni Wagner ist der Hammer!“ (Movie, 29.11.2017) oder „Ein Einpersonenstück ist immer eine große Aufgabe [...] Das Das Da Theater hat sich dieser Herausforderung mutig gestellt und dabei ist ein berührendes Stück gelungen [...] Langer Applaus, Bravo-Rufe, Tränen in den Augen und nachdenkliche Gesichter – dem Publikum hat‘s auch sichtlich gefallen.“ (Klenkes, 01.12.2017).

## Filmografie (Auswahl)

### Filme
- 2000: Familie und andere Glücksfälle
- 2002: Zu nah am Feuer
- 2007: Im Meer der Lügen
- 2012: Lilly the Magnificent[9][10]
- 2020: Elli[11][12]
- 2021: M-A-C-H-T (Hauptrolle)[13][14]
- 2021: Tatort: Die Kalten und die Toten

### Serien
- 1998: OP ruft Dr. Bruckner
- 2000: Balko
- 2003: Alphateam – Die Lebensretter im OP
- 2003: Im Namen des Gesetzes
- 2003: Evelyn Hamanns Geschichten aus dem Leben
- 2004–2005: Schloss Einstein
- 2011: SOKO Wismar[15]
- 2011: Ruckzuck – Die Umzieher
- 2014: Weissensee
- 2019: Blutige Anfänger[16]
- 2020: Die verlorene Tochter
- 2021: WaPo Berlin

## Theater
- 1999: Wessis in Weimar, Schlosspark Theater Berlin
- 2004: Irmtraud Morgner, Maxim Gorki Theater Berlin
- 2009: Othello, Landestheater Detmold
- 2012–2013: Das Konzert, Berliner Taschenoper
- 2016–2017: Flitterwochen, ProDacapo Berlin
- 2017: Oskar und die Dame in Rosa, Das-Da-Theater Aachen[17]
- 2017–2018: Trennung für Feiglinge, Theater Standal
- 2018: Die Auster, Kleine Komödie Cottbus
- 2020–heute: Oskar und die Dame in Rosa, Theater am puls Schwetzingen
- 2024: Halblang, Kleist Forum, Frankfurt (Oder)[18][19]

## Synchronsprecherin (Auswahl)
- 2022: Fire Country
- 2024: Scoop – Ein royales Interview[20]